# 拡散性低酸素症
拡散性低酸素症（かくさんせいていさんそしょう、英: diffusion hypoxia）とは、亜酸化窒素を用いた全身麻酔からの回復時、体内から肺胞内への亜酸化窒素の洗い出しによって生じる低酸素症である。発見者に因んでフィンク効果（Fink effect）と呼ばれることもある。

## 歴史
この効果は、1955年の論文で最初に説明したバーナード・レイモンド・フィンク（Bernard Raymond Fink）（1914-2000）にちなんで名付けられた。フィンクは拡散性無酸素症（diffusion anoxia）と呼んでいた。

## 病態生理
患者が笑気麻酔から回復するとき、高濃度の亜酸化窒素が血液から肺胞へ（濃度勾配により）移行するため、短時間ではあるが、肺胞内の酸素と二酸化炭素はこのガスによって希釈される。特に患者の換気量が少ない場合、呼吸のたびに吐き出される亜酸化窒素が肺胞酸素を希釈する時間が長くなるので低酸素症になる。
とりわけ、二酸化炭素も希釈されることにより、中枢の呼吸駆動が低下し、換気が減少することもこの低酸素症の原因となる。亜酸化窒素は麻酔回復時の最初の5-10分間に大量に肺胞内に放出されるので、呼吸抑制と低酸素のリスクが高い。よって、亜酸化窒素を用いる麻酔では多くの麻酔科医がこの間、純酸素を投与する。

## エントノックス
亜酸化窒素と酸素の50：50の混合ガスであるエントノックス（Entonox）は、英国の救急隊により、陣痛、腹痛や小児の鎮痛に用いられている。これには低酸素を回避するのに十分な酸素が混合されており、なおかつ鎮痛作用を持つ。